# 伊日·布勃拉
伊日·布勃拉（捷克語：Jiří Bubla，1950年1月27日—），捷克男子冰球运动员。他曾代表捷克斯洛伐克参加1976年和1980年冬季奥林匹克运动会冰球比赛，其中1976年奥运会获得一枚银牌。